# Erelieva (gênero)
Erelieva é um gênero de mariposa pertencente à família Crambidae.